# 奧羅拉高地
奧羅拉高地（英語：Aurora Heights）是南極洲的山峰，位於奧次地，處於阿戈西冰川北岸，屬於米勒山脈的一部分，長8公里，由新西蘭探險隊命名，現時由南極條約體系管理。